# ロングビーチ (ミシシッピ州)
ロングビーチ（英: Long Beach）は、アメリカ合衆国ミシシッピ州の南部メキシコ湾岸、ハリソン郡の都市である。ガルフポート・ビロクシ大都市圏に属している。2010年国勢調査での人口は14,792 人だった。

## 歴史

### 1900年代初期
ロングビーチはラディッシュ周辺の栽培に基づき、農業の町として始まった。しかし1905年8月10日ロングビーチが市として法人化され、ミシシッピ州メキシコ湾岸の新たな都市となった。時代が進むと、その農業の継承から観光業の方へ重点が移り、海浜と高層の集合住宅が次第に人気を増して行った。

### 世界のラディッシュの首都
ロングビーチの初期の経済はほとんどラディッシュに基づいていた。当初は製材業も推進産業だったが、イエローパインの原生林が伐採されてしまうと、新しく開墾された土地にラディッシュが植えられた。
20世紀初期の生産性のある園芸農業の町として、ロングビーチの市民は「世界のラディッシュの首都」を標榜した。特にロングレッド・ラディッシュ品種の栽培で知られており、当時のアメリカ合衆国北部のビアホールでもてはやされたものだった。1921年、大豊作となり、ロングビーチのロングレッド・ラディッシュが北部州に向けて列車300両以上で送られた。
最終的に、ロングビーチがそのために嫌われるようになったロングレッド・ラディッシュは、通常のボタン・ラディッシュの需要が伸びたこともあって、地域の栽培量が劇的に減少することとなった。

### ハリケーン・カトリーナ

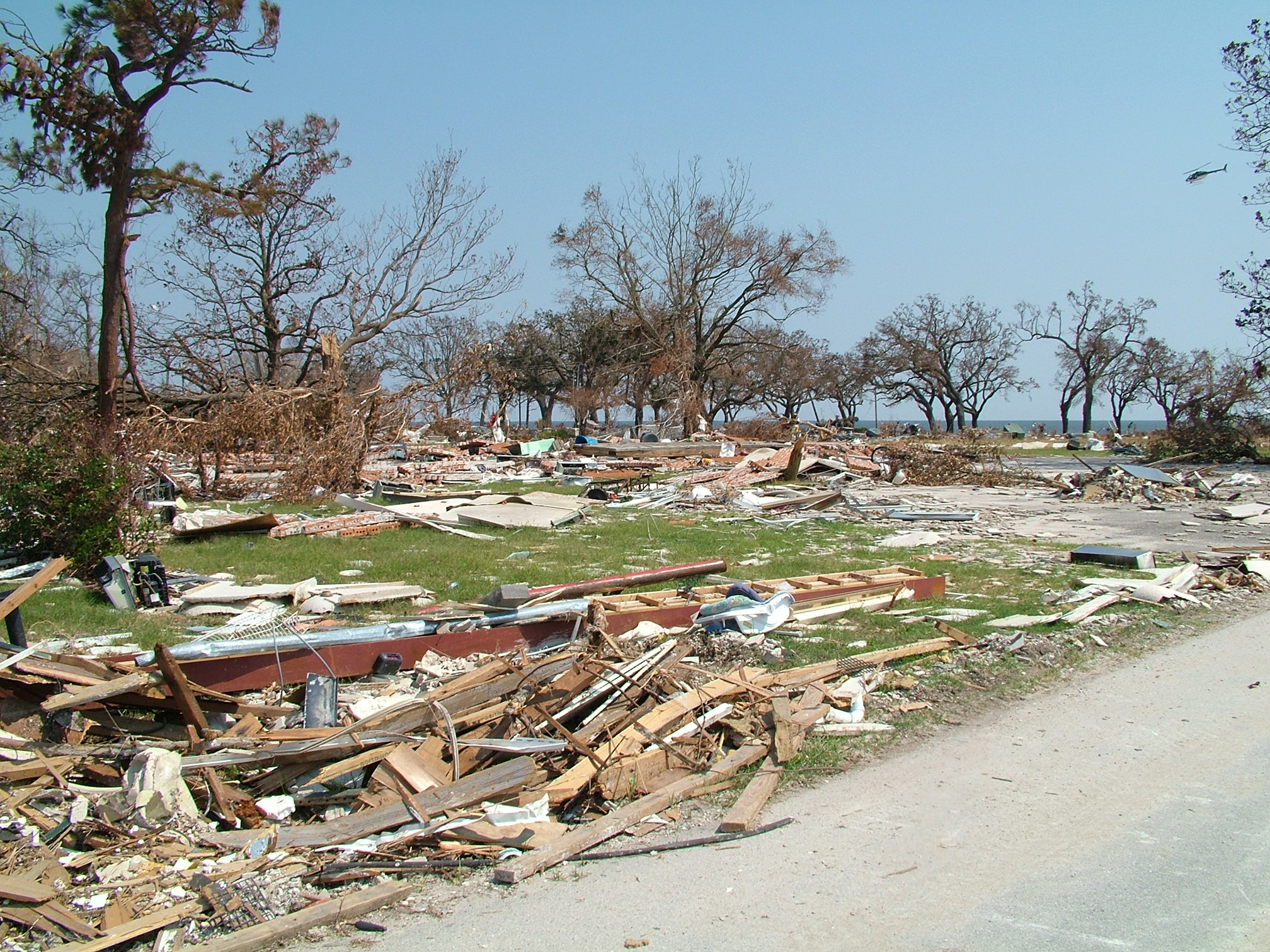
ロングビーチ海岸線のハリケーン・カトリーナによる被害

ロングビーチ市が市制100周年を迎えてから19日後の2005年8月29日、ハリケーン・カトリーナが市を襲い、メキシコ湾岸から500 m以内の建物のほとんど全てを破壊した。住民の多くが家を失くすか、水と風で損傷を受けた家屋の中で住むことになった。
カリフォルニア州ロングビーチ市はその名前の元になったこの市のために義捐金集めを行った。アリゾナ州ピオリア市は公的および民間の資源を提供した。このことで両市の間には密接な関係ができた。

### 現代
現在のロングビーチ市はハリケーン・カトリーナからの復興を続けている。住民は地域の海浜や集合住宅が修復されたので、市内に戻ってきている。しかし、アメリカ合衆国連邦緊急事態管理庁とミシシッピ州緊急事態管理局が制定した海浜における建築法、さらに経済不況のために、企業はカトリーナ以前の水準まで戻ってきていない。

## 地理
アメリカ合衆国国勢調査局に拠れば、市域全面積は10.4平方マイル (26.9 km2)であり、このうち陸地10.0平方マイル (25.9 km2)、水域は0.39平方マイル (1.0 km2)で水域率は3.74%である。

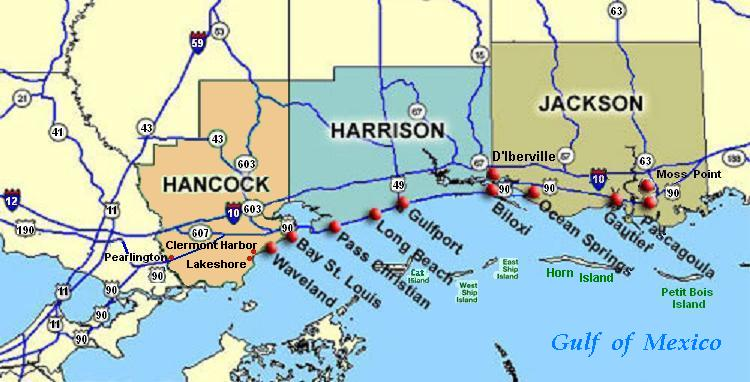
ミシシッピ州のメキシコ湾岸、西はパスクリスチャン、東はガルフポートに挟まれている

## 人口動態
以下は2000年国勢調査による人口統計データである。
| 基礎データ - 人口: 17,320 人 - 世帯数: 6,560 世帯 - 家族数: 4,696 家族 - 人口密度: 661.5人/km2（1,713.6 人/mi2） - 住居数: 7,203 軒 - 住居密度: 275.1軒/km2（712.6 軒/mi2） 人種別人口構成 - 白人: 87.49% - アフリカン・アメリカン: 7.36% - ネイティブ・アメリカン: 0.39% - アジア人: 2.57% - 太平洋諸島系: 0.07% - その他の人種: 0.68% - 混血: 1.44% - ヒスパニック・ラテン系: 2.29% 年齢別人口構成 - 18歳未満: 27.1% - 18-24歳: 9.1% - 25-44歳: 29.8% - 45-64歳: 22.8% - 65歳以上: 11.2% - 年齢の中央値: 36歳 - 性比（女性100人あたり男性の人口） - 総人口: 93.1 - 18歳以上: 89.7 | 世帯と家族（対世帯数） - 18歳未満の子供がいる: 36.2% - 結婚・同居している夫婦: 53.8% - 未婚・離婚・死別女性が世帯主: 13.5% - 非家族世帯: 28.4% - 単身世帯: 22.9% - 65歳以上の老人1人暮らし: 7.7% - 平均構成人数 - 世帯: 2.61人 - 家族: 3.07人 収入と家計 - 収入の中央値 - 世帯: 43,289米ドル - 家族: 50,014米ドル - 性別 - 男性: 35,909米ドル - 女性: 24,119米ドル - 人口1人あたり収入: 19,305米ドル - 貧困線以下 - 対人口: 9.0% - 対家族数: 7.7% - 18歳未満: 15.2% - 65歳以上: 3.7% |

## 教育
ロングビーチ市の公共教育はロングビーチ教育学区が管轄している。学区内に教育機関が5つあり、児童生徒数は約2,700人である。高校はロングビーチ高校、中学校はロングビーチ中学校、小学校はリーブス、クアールズ、ハーパーの各小学校3校である、各校ともハリケーン・カトリーナで破壊された後で、新しい場所に再建された。
ロングビーチ高校は昔からその優秀さで定評がある。カレッジ準備クラス、飛び級クラス、賞を得た職業訓練クラスなど、学術面で活発な活動を行っている。2007年、アメリカ合衆国教育省から全国ブルーリボン賞に指名された。これはミシシッピ州では4番目、全米でも公私立合わせて273番目の学校となった。
南ミシシッピ大学メキシコ湾岸キャンパスが市内のアメリカ国道90号線（ビーチ大通り）沿いにある。このキャンパスの前面芝生には、樹齢500年以上とされる友好のオークの木が立っている。